# 弗拉基米爾·普京從政生涯
弗拉基米爾·普京從政生涯，是指弗拉基米尔·普京涉及政治的職業生涯。

## 聖彼得堡政府及政治組織（1990年至1996年）

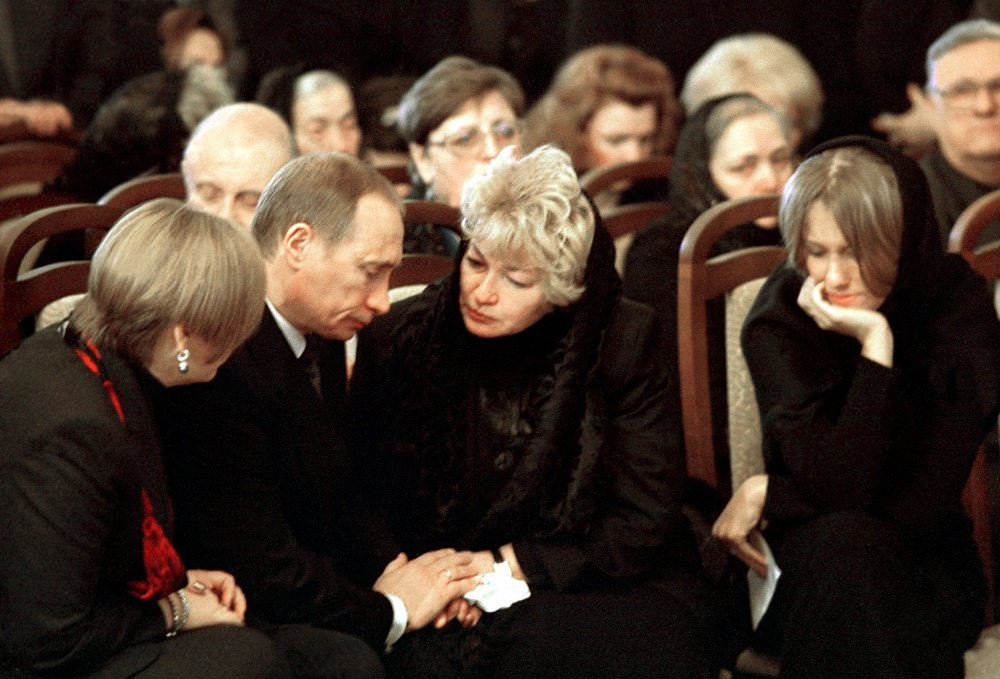
弗拉基米爾·普京出席時任聖彼得堡市長索布恰克的葬禮

1990年5月，普京被任命為時任聖彼得堡市長阿納托利·亞歷山德洛維奇·索布恰克的國際事務顧問。1991年6月28日，他被任命為聖彼得堡市長辦公室對外關係委員會的首長，負責促進國際關係和對外投資，該委員會亦是在聖彼得堡登記的商業企業。不到一年後，普京被城市立法會一個委員會調查，委員會指普京低估了一批金屬的價格，允許它們以930萬美元低價出口，以換取最終沒有收到的外國糧食援助。儘管委員會建議解僱普京，普京仍然擔任對外關係委員會的首長，直至1996年。
從1994年到1997年，普京被任命為聖彼得堡的其他官員。1994年3月，他成為了城市管理部的第一副部長。從1995年至1997年6月，他負責領導親政府政黨我家－俄羅斯的聖彼得堡分部。從1995年到1996年6月，普京是俄羅斯報章《記錄》顧問委員會的首任負責人。

## 在莫斯科的職業生涯（1996年至1999年）
1996年，索布恰克落選聖彼得堡市長選舉，於是普京在1996年6月於莫斯科成為總統物業管理處的副主任，他任職期間曾負責國家的外國財產和處理前蘇聯和蘇共資產轉移到俄羅斯聯邦的事務。1997年3月26日，葉利欽總統任命普京為總統工作人員。
1997年6月27日，普京於聖彼得堡礦業學院在校長弗拉基米爾·利特維年科的指導下完成經濟學副博士學位，普京的論文題為《區域資源的戰略規劃下市場關係的形成》。當普京後來就任總統後，布魯金斯學會指控普京的論文為抄襲，而論文聲稱的作者確信論文為抄襲，但不確定普京是否“故意的”。 
1998年5月25日，普京被任命為總統分地區工作人員的第一副主任；於同年7月15日，他被任命為該負責達成地區電力和聯邦中心劃定協議委員會的首長；普京被任命後，委員會達成該協議，但普京成為總統後，所有這些協議被取消。1998年7月25日，葉利欽任命為普京為聯邦安全局（克格勃的繼承機構之一）的首長。

## 首次擔任俄羅斯總理（1999年）
1999年8月9日，普京被總統葉利欽任命為俄羅斯副總理，葉利欽又宣布希望普京作為他的繼任者，後來普京同意競選總統。8月16日，國家杜馬233票贊成、比84票反對和17票棄權，批准任命普京為總理。普京最初被視為對葉利欽忠誠，因為他並沒有選擇自己的內閣，而是由總統行政決定。
葉利欽的主要對手和潛在的接班人－莫斯科市長尤里·盧日科夫和俄羅斯政府前主席葉夫根尼·普里馬科夫加入競選總統，他們一直努力阻止普京成為潛在的繼任者。普京「法律與秩序」的形象和不屈不撓地解決北高加索地區亂局令普京知名度提高，超越所有競選對手。雖然普京未正式加入任何政黨，但普京承諾支持新成立統一俄羅斯黨。

## 擔任代總統（1999年至2000年）

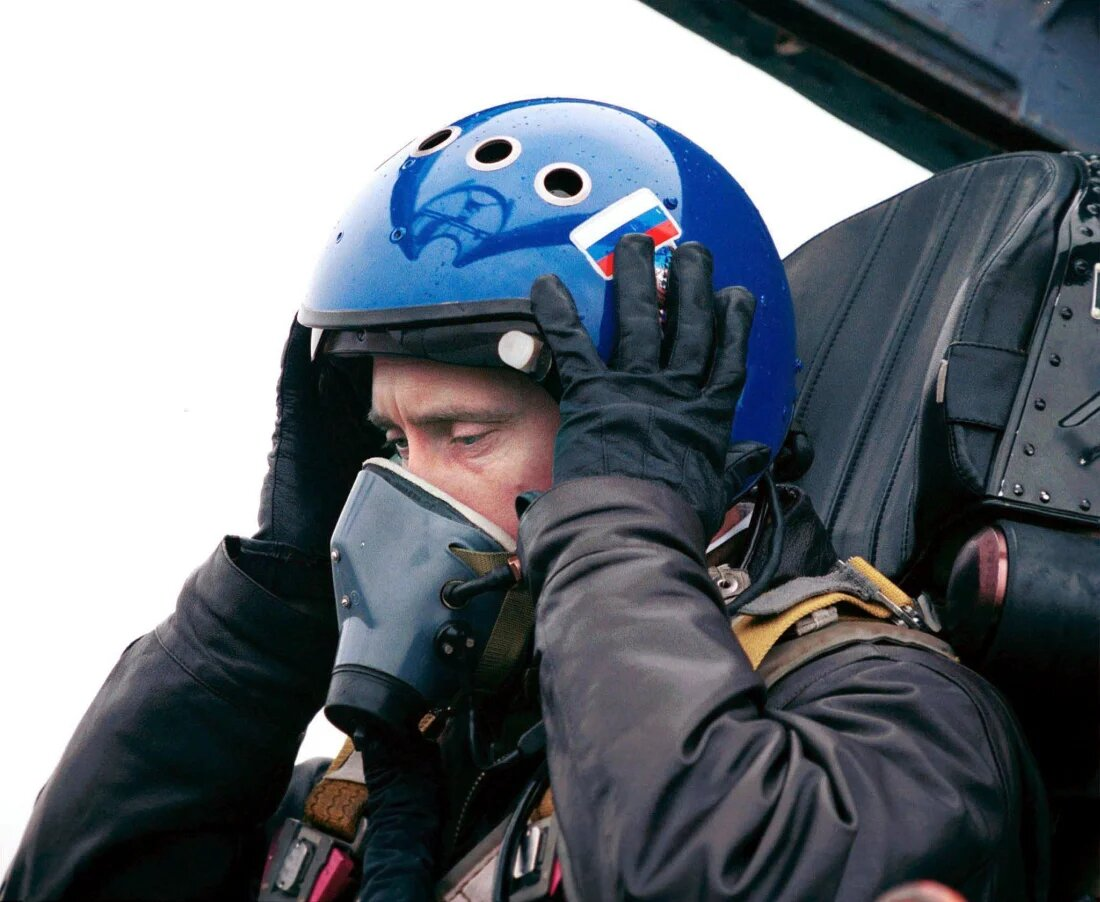
普京在格羅茲尼駕駛蘇-27戰鬥機，攝於2000年3月20日

1999年12月31日，葉利欽出人意料地辭職；根據憲法，普京將擔任俄羅斯聯邦代總統。普京於1999年12月31日簽署他第一份總統令，題為《關於保障俄羅斯聯邦前總統和他的家庭成員》，有指該總統令保障了即將離任的總統和他的親戚的腐敗指控不會被追究（此說法未被嚴格核實）；後來，普京在2001年2月12日簽署了一項聯邦法律，目的亦是在於保障前總統和他們的家人，取代該份總統令。
總統選舉在葉利欽辭職後三個月內的2000年3月26日舉行，普京在第一輪投票獲得53%支持。

## 首次任俄羅斯總統（2000年至2004年）

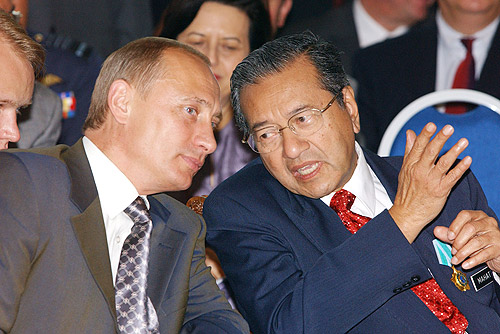
2003年8月5日，普京在布城与马来西亚首相马哈迪·莫哈末会面交流

在普京首次任俄羅斯總統期間，他致力遏制一些葉利欽時代的金融寡頭勢力，如前克里姆林宮內部人士鮑里斯·別列佐夫斯基；最終普京與金融寡頭討價還價，允許他們維持大部分勢力，以換取他們支持政府。
在普京第一任期內，俄羅斯的司法改革頗有成效，尤其是土地法和稅法，而其他法律改革包括勞工、行政、刑事、商業、民事訴訟、律師法規等範疇。普京支持度的第一個主要挑戰是在2000年8月，他被批評在庫爾斯克潛艇災難的處理不當。
2000年12月，普京簽署了國歌法案，決定用新國歌替代1990年代的官方國歌，採用1944年版蘇聯國歌的音樂，由謝爾蓋·米哈爾科夫作詞。
2002年，約130名人質在莫斯科歌劇院脅持事件的拯救行動中死亡，許多俄羅斯媒體和國際媒體指事件將嚴重損害普京的人氣；然而脅持事件不久，普京的支持率不但沒有下降，反而創下支持度記錄：83%俄羅斯人對普京和他對脅持事件的處理感滿意。
2003年，車臣舉行全民公投，決定採用新憲法，並宣布車臣共和國成為俄羅斯的一部分，議會和地方政府亦已逐漸穩定；普京領導下俄羅斯在戰爭期間已經嚴重打擊車臣反叛運動，但北高加索地區仍有零星的暴力事件。

## 第二次任俄羅斯總統（2004年至2008年）

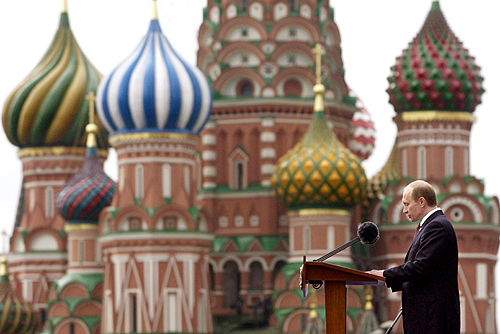
普京在2005年的勝利日發表講話

2004年3月14日，普京第二次當選為總統，得票率為71%。數百人喪生的別斯蘭學校人質危機中於2004年9月發生後，普京採取行政措施，建議以新系統取代俄羅斯聯邦主體系統。2005年，國家重點項目陸續啟動，以改善俄羅斯的醫療、教育、住房和農業，而最引人注目的項目化很可能是在醫療保健和教育方面增加工資及現代化設備。在普京2006年5月的年度演講中，他宣布增加生育津貼和婦女產前檢查津貼，以增加人口；於2012年人口增加了45%。
普京在任期內一直被西方批評，許多俄羅斯自由派觀察家亦認為是普京在俄羅斯對媒體自由實行大規模的鎮壓。2006年10月7日，報導俄羅斯軍隊在車臣腐敗的俄羅斯記者安娜·波利特科夫斯卡婭被殺；波利特科夫斯卡婭之死引發了西方媒體的強烈抗議和指責，指普京未能保護該國的獨立媒體。普京接受採訪時指把她殺害比她的報導帶來更大的傷害。2012年，涉嫌謀殺波利特科夫斯卡婭的兇手被逮捕。
2007年，反對派組織其他俄羅斯舉行“持不同政見者”遊行，在幾個俄羅斯城市示威，150人由於試圖越過警方防線被捕誰；民調顯示「持不同政見者」遊行並未得到俄羅斯民眾的支持。
2007年9月12日，普京在總理弗拉德科夫的請求下解散政府。2008年2月8日，普京發表演說，題為“2020年前俄羅斯的發展戰略”。

## 第二次擔任俄羅斯總理（2008年至2012年）

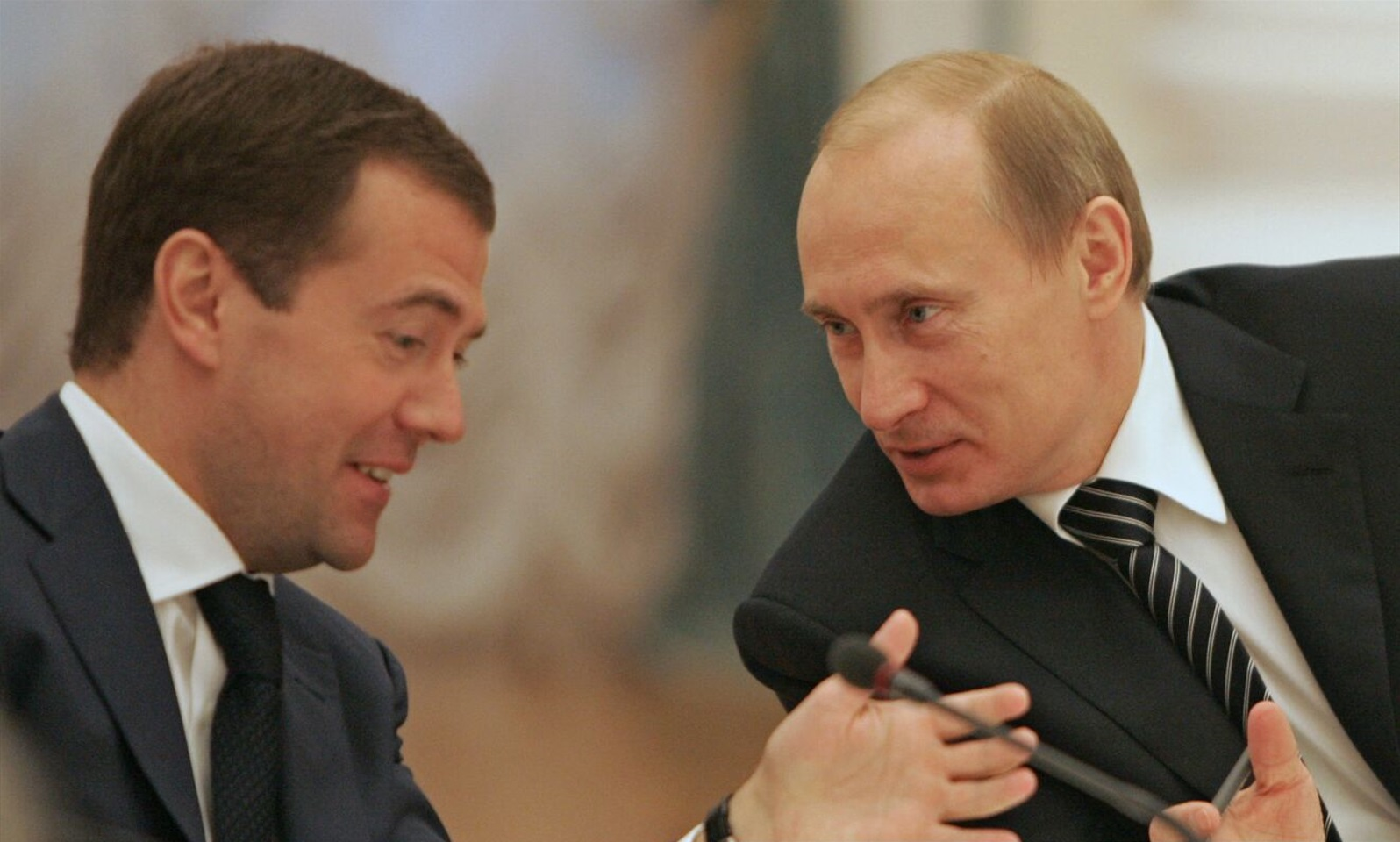
普京與德米特里·阿納托利耶維奇·梅德韋傑夫

普京被憲法禁止再度連任總統，而第一副總理德米特里·梅德韋傑夫被選為他的繼任者。 2008年5月8日，普京在移交總統職權予梅德韋傑夫後僅一天，即被任命為俄羅斯總理，保持他的政治地位。經濟大衰退影響俄羅斯期間，經濟特別困難，打斷了西方廉價信貸和投資的流動。然而，大型金融儲備強而有力地幫助該國應對危機，恢復2009年中期以來的經濟增長。俄羅斯政府的危機應對措施獲得世界銀行的讚賞。
在莫斯科2011年9月24日的統一俄羅斯黨大會在，梅德韋傑夫正式提名普京於2012年擔任總統，普京接受提名；鑑於統一俄羅斯黨在全俄羅斯政治中的主導地位，許多觀察家認為普京幾乎肯定可以第三次擔任俄羅斯總統。
於2011年12月4日的議會選舉之後，成千上萬人指控選舉涉嫌舞弊，是普京時代的最大的示威，示威者指責普京和統一俄羅斯黨，並要求選舉作廢；然而俄羅斯其後出現“反橙色”抗議（名字暗示了烏克蘭橙色革命）和普京支持者集會進行，超過反對派抗議活動的規模。

## 第三次任俄羅斯總統（2012年至2018年）
2012年3月4日，普京在第一輪投票贏得2012年俄羅斯總統選舉，得票率為63.6％。儘管政府已採取措施令選舉更透明，例如在大多數投票站設置攝像頭，仍然有一些國際機構指選舉違規，而亦有國家的幾個負責人對贏得選舉表示祝賀普京：如中國国家主席胡錦濤祝賀普京就任俄羅斯總統，又祝愿俄羅斯人民在普京的領導下發展自己的國家，取得更大的成就；印度總理曼莫漢·辛格指「你（普京）在這些選舉取得勝利是俄羅斯人民對你強大、繁榮、民主俄羅斯的願景的肯定，並深深感謝你在過去12年對培育印度－俄羅斯戰略夥伴關係的個人承諾和重視」；巴基斯坦總統阿西夫·阿里·扎爾達裡稱選舉結果為“響亮的勝利”；委內瑞拉總統查韋斯親自祝賀普京，稱普京是“委內瑞拉－俄羅斯之間戰略合作關係背後的驅動力”。
普京於2012年5月7日在克里姆林宮就任總統；在他作為總統的第一天，他頒布了14項總統法令，其中包括旨在長遠提升俄羅斯經濟的法令，其他法令則是關於教育、住屋、勞動力、俄羅斯－歐盟關係、國防工業、民族關係和其他普京在競選總統期間的政綱。
在2012年和2013年，普京和統一俄羅斯黨支持實施更嚴格的法律限制聖彼得堡、阿爾漢格爾斯克和新西伯利亞LGBT社區的權利，禁止展示彩虹旗及宣傳同性戀的出版物，並在國家杜馬通過。
2013年6月，普京出席俄羅斯人民陣線的大會，他被選為運動的首領；據記者史蒂夫·羅森堡指出，運動的目的是「重新連接克里姆林宮（意指俄羅斯政府）和俄羅斯人民，並在有必要的一天替換為當前歡迎度下降的統一俄羅斯黨」。

## 第四次任俄羅斯總統（2018年至2024年）

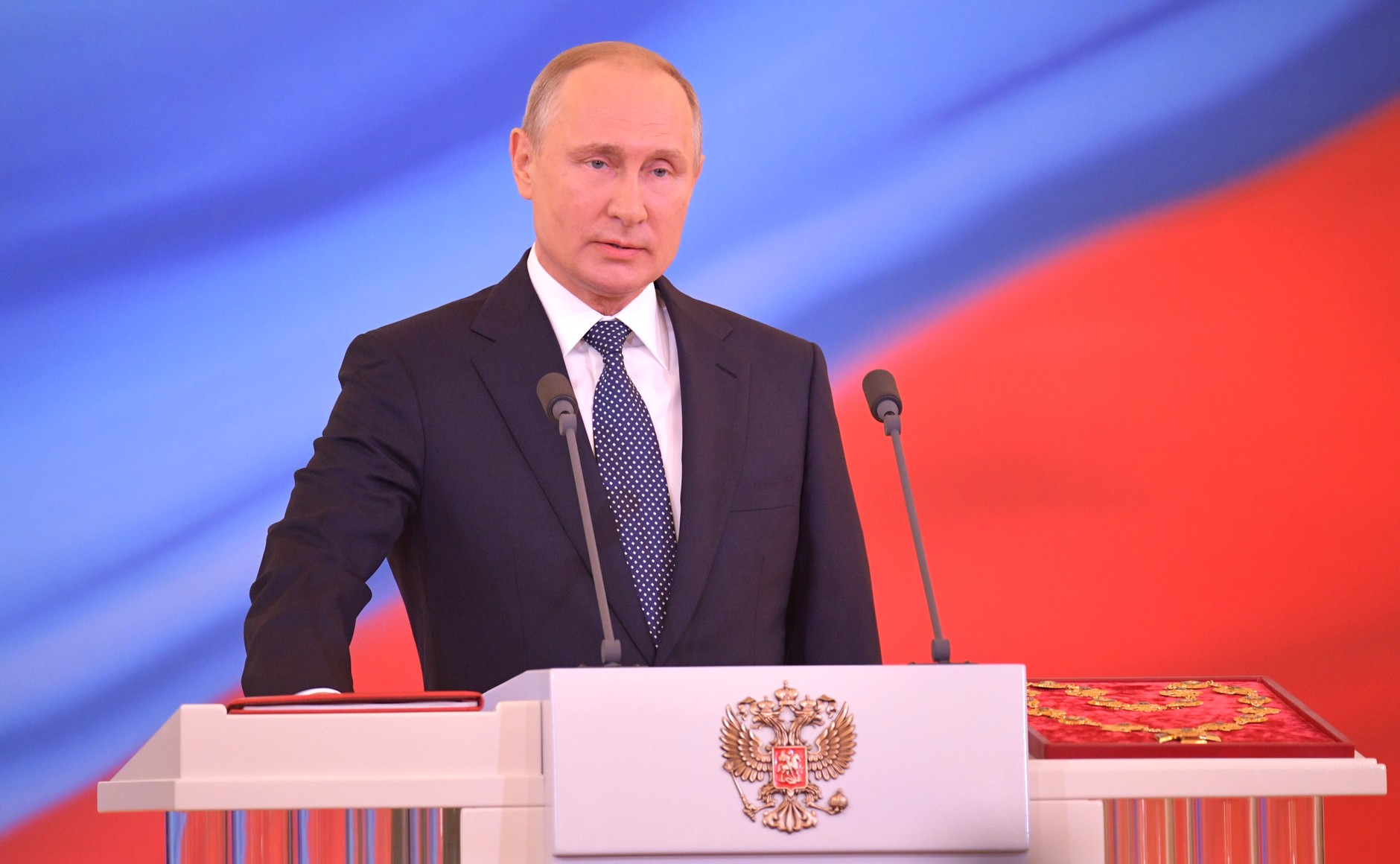
普丁在第四次就職典禮上宣誓就職總統（2018年5月7日）

2018年3月18日，普丁在第一輪選舉中獲得76%的選票，贏得2018年總統選舉。 與2012年選舉不同的是，2018年普丁以獨立候選人身份參選，但得到14個政黨的支持，包括國會的統一俄羅斯和公正俄罗斯兩黨。 普丁於2018年5月7日在克里姆林宮就職。他於2024年再次競選總統。